# نظریه نمایشی
نظریهٔ نمایشی کارهایی را گویند که می‌کوشند نظریاتی در نمایش پیش نهند. فن شعر ارسطو و نظریهٔ تئاتر رواییِ اروین پیسکاتور نمونه‌هایی از نظریهٔ نمایشی به شمار می‌روند.